# Jeff Roop
Pour les articles homonymes, voir Roop.
Jeff Roop aussi appelé Jeffrey Roop, né le 21 août 1973 à Montréal (Québec, Canada) est un acteur canadien jouant dans des séries, des films et au théâtre.

## Filmographie

### Cinéma
- 1998 : Free Money : Brad
- 2001 : XChange : Male Attendant #1
- 2005 : Awake : Kootch
- 2006 : Jekyll + Hyde : Lanyon
- 2011 :  Hollywoo : Mike

### Télévision

#### Séries télévisées
- 1998 : The Mystery Files of Shelby Woo (saison 4, épisode 9) : Jerry Yacker
- 1999 : Le Loup-garou du campus (saison 1, épisodes 17 & 21) : Eric McIntyre
- 1999 : Destins croisés (saison 1, épisode 13) : Randy Jackness jeune
- 1999 : Misguided Angels (saison 1 , épisode 16) : Pierce
- 2000 : Exhibit A: Secrets of Forensic Science (saison 4, épisode 7) : Michael Giroux
- 2001-2002 : Vampire High (26 épisodes) : Drew French
- 2004 : Mutant X (saison 3, épisode 21) : Deklin Charvet
- 2005 : Heritage Minutes (saison 5, épisode 3) : Capitaine Davis
- 2006 : 11 caméras : Nick
- 2006 : Canada Russia '72 : Frank Mahovlich
- 2007 : ReGenesis (épisodes 3x05, 3x06 & 4x06) : Milo
- 2008-2009 : Heartland (5 épisodes) : Mark Rodriguez
- 2009 : FBI : Portés disparus (saison 7, épisode 22) : Mike Mason
- 2010 : Numb3rs (saison 6, épisode 13) : Jack Steves
- 2010 : Les Experts : Manhattan (saison 7, épisode 10) : Richard Grossman
- 2012 : Saving Hope (saison 1, épisode 10) : Doug
- 2016 : Soupçon de magie (épisode Bienvenue à Tarynsville) : Sean Coyle
- 2017 : Ransom (saison 1, épisode 2) : Mike Hallam
- 2017 : Frankie Drake Mysteries: A Cold Case : Hudson
- 2018 : Suits : Avocats sur mesure (saison 7, épisode 13) : Kurt Baxter
- 2018 : Titans (saison 1, épisode 10) : Thomas Carlston

#### Téléfilms
- 2002 : Ultime pouvoir (Critical Assembly) : Roger 'Stoop' Stupak
- 2003 : Deception : Chet
- 2005 : Fatale séduction (Widow on the Hill) : Kevin
- 2005 : Code Breakers : George Holbrook
- 2007 : 14 Days in Paradise : Alex Johnson
- 2007 : Final Draft : Michael
- 2009 : Avant de dire oui ! (Before You Say 'I Do') : Doug
- 2011 : Un cœur à l'hameçon (Reel Love) : Carl Lindford
- 2014 : The Secret Sex Life of a Single Mom : Graham / acupuncteur
- 2014 : Backcountry : Alex
- 2020 : L'enfant caché de mon mari (A Family's Nightmare) de Farhad Mann : Ryan